# Ликитишени (Бакау)
Ликитишени (рум. Lichitișeni) насеље је у Румунији у округу Бакау у општини Вултурени. Oпштина се налази на надморској висини од 211 m.

## Становништво
Према подацима из 2002. године у насељу је живело 204 становника, од којих су сви румунске националности.